# Lac du Caribou, Trois-Rives
Lac du Caribou är en sjö i Kanada.   Den ligger i regionen Mauricie och provinsen Québec, i den sydöstra delen av landet, 280 km nordost om huvudstaden Ottawa. Lac du Caribou ligger 240 meter över havet. Arean är 3,6 kvadratkilometer. Den sträcker sig 2,7 kilometer i nord-sydlig riktning, och 2,8 kilometer i öst-västlig riktning.
I omgivningarna runt Lac du Caribou växer i huvudsak blandskog. Trakten runt Lac du Caribou är nära nog obefolkad, med mindre än två invånare per kvadratkilometer.